# Карелина, Татьяна Алексеевна
Татьяна Алексеевна Карелина (25 января 1916, Фролы, Пермский уезд, Пермская губерния, Российская империя — 5 февраля 2001, Екатеринбург, Россия) — советская конькобежка, первый мастер спорта СССР по конькобежному спорту в Свердловской области среди женщин, заслуженный мастер спорта СССР (1946), судья всесоюзной категории по конькобежному спорту, чемпион СССР в многоборье (1939, 1941), серебряный призёр (1946, 1947), бронзовый призёр (1938, 1943, 1945, 1950, 1952). Многократный победитель и призёр СССР на отдельных дистанциях. Мастер спорта СССР по велосипедному спорту (Свердловск, ДСО «Авангард», КФК «Уралмашзавода» — ДСО «Труд», СК «Уралмаш»). Отличник физической культуры (1948). обладательница пяти мировых рекордов и восьми всесоюзных

## Биография
Татьяна Карелина родилась в деревне Флоры Пермского уезда Пермской губернии. Впервые на коньки встала в 1933 году. Тренироваться начала в 1934 году в возрасте 18 лет. Трудовую деятельность начала в конструкторском бюро Уралмашзавода и в первые годы тренировалась под руководством Владимира Васильевича Смолина. Спустя всего два года, в 1936 году вошла в сборную конькобежцев Свердловской области на первенстве СССР.
В 1938 году Татьяна стала первой среди женщин в Свердловской области, кому присвоили звание «Мастер спорта СССР» по конькобежному спорту после выступления на чемпионате Советского Союза, где она завоёвывала две золотые медали на дистанции в 3000 и 5000 метров и бронзу в классическом многоборье. Зимой 1939 и 1941 годов стала чемпионкой Советского Союза в многоборье. Вскоре стала членом сборной СССР и тренировалась у Н. Е. Челышева (г. Киров), затем тренировалась у М. П. Соколова (Москва). 
Карелина была первой спортсменкой Свердловской области, выступившая в 1946 году за рубежом в составе сборной команды СССР на матчевой встрече СССР-Норвегия, где она установила два мировых рекорда. Ей было присвоено звание «Заслуженный мастер спорта СССР». В 1948 году дебютировала на чемпионате мира в Турку, где заняла 7 место в многоборье.. Через два года на чемпионате мира в Москве заняла 6 место. 
В феврале 1951 года на высокогорном катке Медео на соревнованиях на приз Совета Министров Казахской ССР трижды становилась обладательницей мировых рекордов в беге на 3000, 5000 метров и в многоборье. Летом 51-го она стала чемпионкой РСФСР по велоспорту, за что ей было присвоено звание «Мастер спорта СССР» по велосипедному спорту. В 1952 году в Финляндии на чемпионате мира в Кокколе Татьяна поднялась на 6 место в многоборье.
В 1953 году на чемпионате мира в Лиллехаммере заняла 9 место. В 1954 году окончила спортивные выступления и перешла на тренерско-преподавательскую работу в спортивном клубе «Уралмаш» (Свердловск), где работала до выхода на пенсию. Была судьёй на различных спортивных соревнований, ей было присвоено звание «судья всесоюзной категории по конькобежному спорту».

## Личная жизнь
Была замужем за М. А. Уласевичем. У них есть сын Виктор (1948 г.р.). В конце 1990-х написала и издала книгу о своей жизни. Татьяна Карелина скончалась 5 февраля 2001 года в Екатеринбурге. Похоронена на Северном кладбище вместе с мужем.

## Памятные события
С 2007 года в 20 числах
января на катке «Детского стадиона»,  позже на стадионе "Турбинка" проводятся ежегодные открытые первенства Орджоникидзевского района города Екатеринбурга по конькобежному спорту, посвящённые памяти заслуженного мастера спорта Т. А. Карелиной.
В соответствии с постановлением главы Екатеринбурга от 29.04.2010 N 2067 в 2010 году установлена мемориальная доска на доме, где жила Т. А. Карелина (улица XXII партсъезда, 4).

## Награды
За свои спортивные достижения Татьяна Алексеевна была неоднократно отмечена различными наградами:
- Орден «Знак Почёта» (27.04.1957) — «за успехи, достигнутые в деле развития массового физкультурного движения в стране, повышения мастерства советских спортсменов, и успешное выступление на международных соревнованиях»;
- 1961 — внесена в Книгу Почёта Свердловского областного совета ДСО «Труд»;
- внесена в Книгу Памяти Министерства спорта в Свердловской области под № 166.